# 浅井忠政
浅井 忠政（あざい（あさい） ただまさ、1451年（宝徳3年） - 1520年（永正17年））は、室町時代から戦国時代にかけての武将。
浅井重政の子で浅井氏の2代当主。子に直政、三田村定政、清政がいる。